# Deleni (Iași)
Pour les articles homonymes, voir Deleni.
Deleni est une commune roumaine située dans le județ de Iași.